# Центральне сховище Банку Росії
Центральне сховище Банку Росії — структурний підрозділ Банку Росії. 
Створено на початку 1940-х на базі Особливої комори емісійного відділу Правління Держбанку СРСР. Воно здійснює операції з банкнотами та монетами, дорогоцінними металами та іншими цінностями, проводить експертні дослідження грошових знаків, забезпечує міжрегіональні перевезення цінностей. Структура Центрального сховища, крім головного підрозділу в Москві, включає міжрегіональні сховища в Санкт-Петербурзі та Єкатеринбурзі. 
Площа Центрального сховища в Москві  — 17 000 м², площа зберігання — 1 500 м². У ньому зберігається золотий запас Росії. У Центральному сховищі розміщено 6 100 коробів зі злитками. Крім золота, яке зберігається в пластикових та дерев'яних коробах, на випадок надзвичайної ситуації в сховищі розташований запас банкнот. Банкноти зберігаються в картонних коробах, в яких вони надходять з підприємств Гознаку. Періодично співробітники сховища проводять ревізію та змінюють частину банкнот, пускаючи їх в обіг. 
Будівля Центрального сховища на вулиці Правди в Москві побудована в 1995-1996. До цього сховище розміщувалося в Настасьінському провулку.